# GZC Donk
Le GZC Donk est un club néerlandais de natation et de water-polo, installé dans la ville de Gouda. Il est issu de la fusion entre 2001 et 2003 du Goudsche Zwemclub et du Zwem- en poloclub Donk. L'équipe féminine de ce dernier a remporté trois des quatre premières coupe d'Europe des champions entre 1988 et 1991.

## Historique
Le Goudsche, fondé en 1886, est le doyen des clubs de natation des Pays-Bas. Donk est créé en 1945.
En 1988 et 1989, l'équipe féminine de water-polo du Donk gagne les deux premières éditions de la coupe d'Europe des champions.
Les deux clubs de Gouda fusionnent progressivement leurs sections entre 2001 et 2003.
En 2008 et 2009, l'équipe masculine du GZC Donk remporte le championnat des Pays-Bas.

## Palmarès

### Palmarès du water-polo féminin
- 3 coupes d'Europe des champions : 1988, 1989 et 1991.
- Champion des Pays-Bas : 2005[1].

### Palmarès du water-polo masculin
- 2 titres de champion des Pays-Bas : 2008 et 2009[2].